# Croton yacaensis
Croton yacaensis är en törelväxtart som beskrevs av Léon Camille Marius Croizat. Croton yacaensis ingår i släktet Croton och familjen törelväxter. Inga underarter finns listade i Catalogue of Life.